# Ochodaeus adsequa
Ochodaeus adsequa là một loài bọ cánh cứng trong họ Ochodaeidae. Loài này được Kolbe miêu tả khoa học đầu tiên năm 1907.